# Lou Albert-Lasard

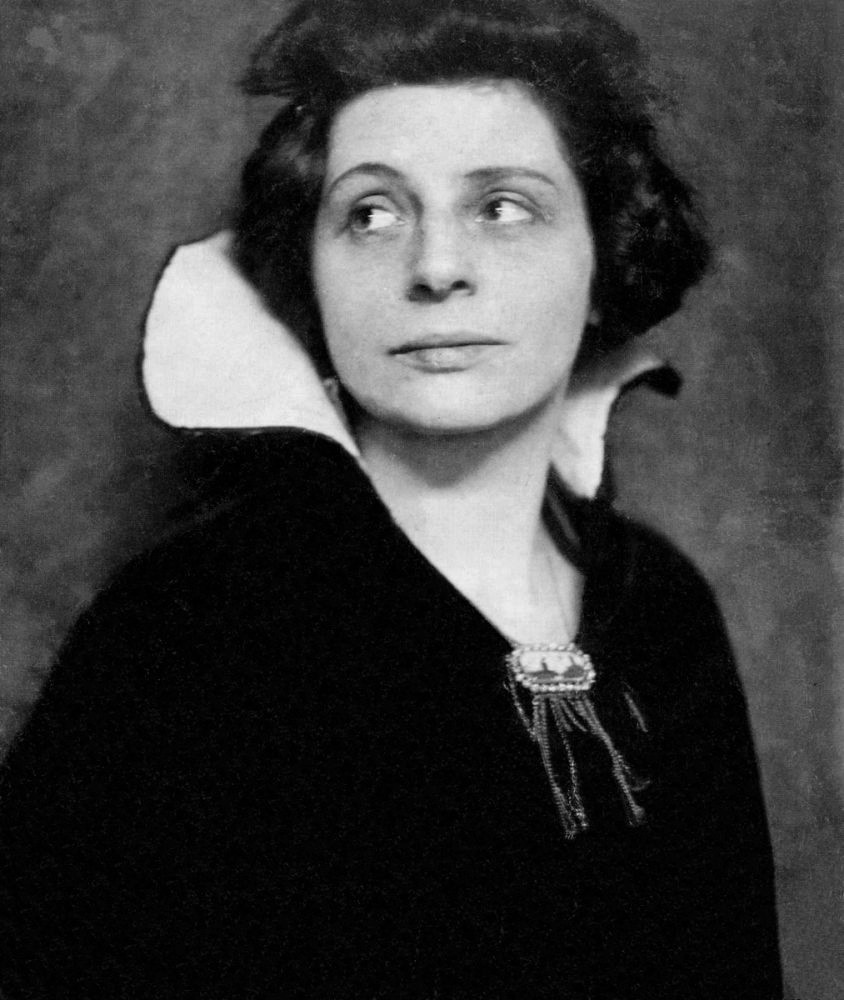
Lou Albert-Lasard (um 1916). Foto von Hanns Holdt

Lou Albert-Lasard, auch Lou Albert-Lazard oder Loulou Albert-Lazard geschrieben; in der Zeitschrift Jugend auch Lulu Lazard genannt (* 10. November 1885 in Metz, Deutsches Reich; † 21. Juli 1969 in Paris) war eine deutsch-französische Malerin der Moderne.

## Leben und Werk
Lou Lasard wurde 1885 im damals zu Deutschland gehörigen lothringischen Metz als Kind einer jüdischen Bankiersfamilie geboren. Im Alter von achtzehn Jahren ging sie zusammen mit ihrer um ein Jahr älteren Schwester Ilse Heller-Lazard nach München, um Malerei zu studieren (1908 bis 1914). Da im beginnenden 20. Jahrhundert aber Frauen an den Kunstakademien noch nicht zugelassen waren, belegte sie an verschiedenen privaten Kunstschulen Zeichenkurse, so etwa an der berühmten von Heinrich Knirr geleiteten Kunstschule in der Amalienstraße. 1909 heiratete sie gegen den Willen ihrer Eltern den 26 Jahre älteren Augsburger Chemiker und Erfinder Eugen Albert (1856–1929). In München hatte sie freundschaftliche Verbindungen zu Alexej von Jawlensky und Marianne von Werefkin sowie Kontakt zur Künstlergruppe Blauer Reiter, insbesondere zu Wassily Kandinsky, Paul Klee und Franz Marc. Während ihrer Zeit in München hatte sie ihre ersten Ausstellungen in der Galerie Thannhauser sowie in der Münchener Secession.
Aus der Ehe mit Eugen Albert stammt die Tochter Ingo de Croux-Albert (1911–1997). Die Ehe bestand nur noch auf dem Papier, als Lou Albert-Lasard 1914 eine Liebesaffäre mit Rainer Maria Rilke begann, mit dem sie bis 1916 in Wien und München zusammenlebte. Sie bewegte sich in einem Künstlerumfeld, in dem sie unter anderem mit Romain Rolland, Stefan Zweig, Paul Klee und Oskar Kokoschka bekannt war. Sie betätigte sich auch als Dichterin. Insbesondere übertrug sie Gedichte Rilkes ins Französische. Dadurch wurde Paul Valéry auf sie aufmerksam und gemeinsam schufen das Buch „Paraboles“.
Nach einem zweijährigen Aufenthalt in der Schweiz schloss sie sich der avantgardistischen Künstlervereinigung Novembergruppe in Berlin an. Ihre Werke aus jener Zeit bestanden hauptsächlich aus gezeichneten und radierten Porträts ihrer Freunde. 1928 ließ sie sich in Paris nieder und wurde Teil der Künstlergemeinschaft im Viertel Montparnasse. Dort malte sie, wie viele andere Künstler und Künstlerinnen, Bilder aus dem Tanzlokal Bal Bullier, wo Angehörige verschiedener Schichten, so die Bohème und die Halbwelt verkehrten.  Sie pflegte Freundschaften mit Henri Matisse, Alberto Giacometti und Robert Delaunay.
Lou Albert-Lasard war mit ihrer Tochter oft auf Reisen in Nordafrika, Indien, Tibet und anderen Ländern. Zeichnungen und Aquarelle, die sie von diesen Reisen mitbrachte, wurden 1939 ausgestellt.

Als Deutschland den Westfeldzug begann, wurden Lou Albert-Lasard und ihre Tochter im Mai 1940 von den Franzosen im Lager Gurs interniert. Ihre dortige Mitinsassin, Hanna Schramm, gibt einen kleinen Einblick in Albert-Lasards Lageralltag, den sie dazu nutzte, in Zeichnungen und Aquarellen Porträts ihrer Mitgefangenen und Szenen aus dem Lagerleben festzuhalten:

„Wir wußten wohl, daß eine ganze Anzahl bildender Künstler im Lager war. Im Sommer 1940 hatten wir Lou Albert-Lazard, eine der zahlreichen Freundinnen Rilkes, gekleidet in wallende weiße Gewänder, einen riesigen Kalabreser aus Stroh auf dem roten Schopf, im Nachbarîlot mit dem Skizzenblock unterm Arm herumwandern und nach Modellen fahnden sehen. Die Frauen waren zuerst irritiert, aber dann gewöhnten sie sich an die ‘verrückte Malerin’, wenn sie sie, in einer Ecke der Waschbaracke hockend, als Aktmodelle benutzte. So entstanden zahllose Blätter mit rasch hingeworfenen, sehr reizvollen Skizzen. Gegen Ende des Sommers wurde Lou Albert-Lazard befreit und verließ das Lager.“

Im August 1940 – die Wehrmacht hatte Frankreich inzwischen besiegt – wurden Lou Albert-Lasard und ihre Tochter wieder entlassen und kehrten nach Paris zurück.
In den 1950er Jahren ging Lou Albert-Lasard mit ihrer Tochter, meist im Wohnwagen, auf Reisen, auf denen sie ihre Eindrücke in Aquarellen und Lithographien verarbeitete.
Werke der Künstlerin befinden sich u. a. in der Berlinischen Galerie, der Kunstsammlung im Beit Lohamei Haghetaot im Kibbuz Lochamej ha Geta’ot in Israel (u. a. Arbeiten aus ihrer Zeit in Gurs) und vor allem im Musée d’Art Moderne et Contemporain in Straßburg. Durch eine Schenkung von Ingo de Croux gelangten im Jahr 1992 insgesamt 2004 Werke der Künstlerin in die dortige Sammlung: 199 Gemälde, 690 Zeichnungen und 1115 sonstige grafische Arbeiten.
Ihr Grab liegt auf dem Cimetière du Montparnasse, Division 27.
Im November 2013 wurde bekannt, dass seit 2003 der Berliner Kunstlehrer und Galerist Detlef Gosselck, der vorgeblich den Nachlass von Albert-Lasard verwaltete, rund einhundert angeblich selbst hergestellte Fälschungen von Aquarellen, Gouachen und handcolorierten Lithographien verkauft hatte.

## Bildnerische Darstellung Lou Albert-Lasards
- Charles Wilp: Lou Albert-Lasard in ihrer Wohnung in Paris. Im Hintergrund die Tochter (Fotografie, 1954)[13]

## Bilder (Auswahl)
- Notations Italie (Öl auf Malkarton, 35 × 50 cm, um 1918/19)[14]
- Rainer Maria Rilke[15]
- Filmschauspielerin Tamara (vor 1929)[16]

### Einzelausstellungen
- 1925 Galerie Flechtheim, Berlin (mit Emil van Hauth)[17]
- 1983 Lou Albert-Lasard 1885–1969, Berlinische Galerie. Museum für Moderne Kunst, Photographie und Architektur, Berlin
- 1998 Galerie Lux, Berlin
- 2001 Galerie Lux, Berlin
- Zeit-Galerie im Antiquariat Brendel, Berlin
- 2002 Arbeiten auf Papier, Das Verborgene Museum, Berlin

### Gruppenausstellungen
- 1990 Berliner KUNSTstücke, Museum der bildenden Künste, Leipzig
- 2002 Malerinnen – Kunst von Frauen um 1900, Galerie am Gendarmenmarkt, Berlin
- 2013 Künstlerinnen im Dialog, Das verborgene Museum, Berlin[18]

## Schriften
- Wege mit Rilke. Fischer Verlag, Frankfurt/Main 1952